# Moguer
Moguer és un municipi andalús de la província de Huelva. L'any 2006 tenia 18.441 habitants (INE). La seva extensió superficial és de 204 km² i té una densitat de 90,4 hab/km². Les seves coordenades geogràfiques són 37° 16′ N, 6° 50′ O. Està situada a una altitud de 51 metres i a 19 quilòmetres de la capital de província, Huelva i a només 80 km de la ciutat de Sevilla. Molt proper de la veïna ciutat de Palos de la Frontera, i a pocs quilòmetres de les platges de Mazagón, mancomunitat pertanyent a ambdós municipis, Moguer i Palos de la Frontera.
Moguer, amb el seu monestir de Santa Clara, és un dels anomenats Lugares Colombinos, que són aquells van tenir especial rellevància en el Descobriment d'Amèrica.

## Població
Evolució de la població des de 1900